# Navarro (partido)
Pour les articles homonymes, voir Navarro (homonymie).
Navarro est un partido de la province de Buenos Aires fondée en 1881 dont la capitale est Navarro.